# 獺形狸尾獸
獺形狸尾獸（學名：Castorocauda lutrasimilis），是一種細小及半棲息在水中的動物，生存於侏羅紀中期1億6千4百萬年前的內蒙古，是哺乳動物的近亲，在髫髻山組被發現。其形态高度特化，趨同演化使其外观类似現今的半水栖哺乳動物，如河狸、水獺及鴨嘴獸等。

## 分類
很多學者都不認為獺形狸尾獸是哺乳動物。技術上哺乳動物包括所有現存及後續哺乳動物（包含單孔目、胎盤動物及有袋目）的最後共同祖先。獺形狸尾獸是柱齒獸類的成員，這是哺乳形類下已完全滅絕的一類。牠並沒有現今的後代。
獺形狸尾獸的化石於2004年在中國遼寧被發現，由南京大學的季強等人發表。獺形狸尾獸的化石完好保存，包括了其毛髮。所有現今的哺乳動物都有毛髮，根據最大簡約法的原理，所有真哺乳動物的化石都應該有毛髮。但獺形狸尾獸的毛髮表示了並非只有哺乳動物會存有毛髮，牠們的近親柱齒獸目亦會存有。事實上，這些毛髮似乎是非常進化及密集的毛皮。
獺形狸尾獸的中耳聽小骨及其關連部份亦被保存下來。這些小骨的特徵確定了柱齒獸目的演化分類與哺乳動物較巨顱獸為遠，但又比其他哺乳形類（如摩爾根獸及中國尖齒獸）為近。
在柱齒獸目中，獺形狸尾獸似乎與歐洲的卡路沙齒獸及辛氏柱齒獸接近。這顯示歐洲及亞洲在侏羅紀中期出現了一次動物遷徙。這兩個大洲可能日後會被圖爾蓋海峽所分隔。

## 適應水中生活
獺形狸尾獸的尾巴闊，有鱗片及毛髮，在尾端較為稀疏。整體上非常像現今河狸的尾巴，估計是用來水中活動。尾椎背腹扁平，整體像河狸及水獺。故取其名為獺形狸尾獸。化石輪廓亦看到在趾間有像蹼的東西。
四肢的特徵顯示牠們習慣挖掘。前肢強壯，有特大的鷹嘴突及其他連接強壯肌肉的部位。四肢像現今的鴨嘴獸。獺形狸尾獸、霍爾丹齒獸及其他的柱齒獸類都是掘地的。這種特徵在早期的真哺乳動物Fruitafossor也可見到。
柱齒獸目一般都有獨特的牙齒，而獺形狸尾獸的牙齒卻有可分辨的特徵。獺形狸尾獸的牙齒在很多方面都與其他柱齒獸目的不同，主要原因是牠們的食性不同。大部份的柱齒獸目都是雜食性的，但獺形狸尾獸的牙齒顯示牠們是魚食性的，以魚類及細小的脊椎動物為食物。牠的首兩顆臼齒有直排的月角，可見不是用來磨食物，而是用來咬住食物。這種特徵可以在其哺乳動物親屬的三錐齒獸目見到，但卻明顯是從獺形狸尾獸處衍生而來。這些臼齒亦是彎曲的，可以幫助咬緊光滑的獵物，非常像中爪獸目及海豹的牙齒。
獺形狸尾獸的齒式並未完整發現，但下顎卻已知包含4顆門齒、1顆犬齒、5顆前臼齒及6顆臼齒。
獺形狸尾獸可能重約500-800克及最少長42.5厘米。牠是侏羅紀哺乳形類中最大的。

## 化石證據
獺形狸尾獸的化石是在內蒙古的道虎溝化石層發現。翼龍目、滑體亞綱、虛骨龍類及大量無脊椎動物都在同一地層被發現。
獺形狸尾獸的化石是由季強等人發現及描述。

## 發現的重要性
獺形狸尾獸的發現顯示了恐龍在6千5百萬年前消失前，哺乳動物的近親已經適應在水中生活。哺乳動物親屬在半水中的生活模式亦被推前了1億1千萬年。基於現時已知的化石，哺乳動物直至始新世才演化出半水中形態。由於只有少量的化石被發現，過往認為直至白堊紀－古近紀界線，所有哺乳動物都是細小、陸地生活的夜行性動物，是鼩鼱科、刺蝟、樹鼩目或馬島蝟科的族類。這個觀念已被像犰狳的弗魯塔獸、吃恐龍的爬獸、像鼯鼠的遠古翔獸及這種像水獺的獺形狸尾獸所推翻。

## 外部連結
- Carnegie Museum of Natural History
- Live Science
- Times Online
- ABC News （页面存档备份，存于）